# Melón y Melame
Melón y Melame es un dúo humorístico chileno conformado por los comediantes Gigi Martin (Melón) y Mauricio Flores  (Melame).

## Historia
Nelson Alejandro Martin Meza, más conocido como «Gigi» Martin (n. 11 de febrero de 1959) y Mauricio Rodrigo Flores Cabezas (n. 27 de mayo de 1966), dos jóvenes humoristas chilenos que se conocieron en la sección humorística del programa Sábados gigantes de Canal 13 durante la década de 1980, decidieron unir sus talentos para trabajar juntos en una serie de programas y películas humorísticas.
En 1996, ambos participaron individualmente en una sección del extinto programa Chipe libre de Chilevisión, turnándose para ir presentándose en jornadas determinadas. Un día, la producción del programa les solicitó presentarse juntos. Así fueron desarrollando personajes y secciones como los lectores de noticias Rosamel Fierro (Flores) y Serapio Jento (Martin), las clases particulares de Claudito Veneno (Flores) y La Profesora Filomena (Martin), entre otros.

## Origen
Mientras participaban como humoristas estables de "Chipe Libre" a dúo y por separado, Mauricio Flores le propone a Gigi Martin crear un dúo de personajes basado en un muñeco con piernas falsas que el primero estaba desarrollando, y le ofrece a Martin participar como ventrílocuo. Inicialmente Martin se opone, pero la producción del programa lo convence de realizar el dúo, el cual es bautizado como Dany y su Muñeco Haroldo. Martin y Flores han señalado en entrevistas posteriores que eligieron dicho nombre para burlarse cariñosamente del también humorista chileno Bombo Fica (cuyo nombre real es Daniel Haroldo Fica Roa), amigo de ambos.
La rutina del dúo consiste principalmente en contar chistes generalmente de tipo picarescos. Deciden incluir en la rutina la mención de dos amigos suyos, de nacionalidad argentina, llamados Melón y Melame (adoptados a su vez de las rimas de Rodolfo Zapata), como parte de los chistes. La frecuencia de esta mención provocó que el conductor del programa, Cristián Velasco, a lo largo del tiempo fuese olvidando el nombre original del dúo y terminara presentándolos como Melón y Melame, nombre que finalmente acabarían adoptando a lo largo de su carrera.

## Éxito y consagración
Durante 1996 y 1997, el dúo cosecharía un notable éxito al presentarse en programas de televisión y estelares de la época, tales como Juntémonos de Megavisión, conducido por Julio Videla. Este creciente éxito les valió su confirmación para el XXXIX Festival Internacional de la Canción de Viña del Mar, cuya presentación quedó fijada para el miércoles 11 de febrero de 1998, actuando después del cantante colombiano Charlie Zaa y el español Jordi (hijo de Dyango y hermano de Marcos Llunas, ambos también cantantes españoles), y antecediendo al mexicano Juan Gabriel, quien pisaba dicho escenario por tercera vez consecutiva. El éxito del dúo fue absoluto.
El domingo 14 de febrero de 1999 vuelven a presentarse en el XL Festival Internacional de la Canción de Viña del Mar, en la cual repiten el éxito obtenido el año anterior.

## Separación

### En solitario
En 2001, por diversos problemas de tipo personal y profesional, Gigi Martin y Mauricio Flores deciden separarse. En solitario, Martin realiza presentaciones con moderado éxito, mientras que Flores se integra a estelares de televisión tales como Morandé con Compañía, donde continúa con su personaje Melame y, además, desarrolla un nuevo carácter: Tony Esbelt.
El jueves 20 de febrero de 2003, Mauricio Flores se presenta por primera vez en solitario en el XLIV Festival Internacional de la Canción de Viña del Mar, caracterizado como Melame.
El miércoles 23 de febrero de 2011, Flores se presenta en solitario por segunda vez en el LII Festival Internacional de la Canción de Viña del Mar, esta vez caracterizado como Tony Esbelt y, en el bis, Melame. Su éxito fue arrollador, recibiendo antorchas de plata y oro.
Su excompañero Gigi Martin tiene su oportunidad el jueves 27 de febrero de 2014, durante el LV Festival Internacional de la Canción de Viña del Mar. Con una rutina considerada algo tibia en un principio, logró ganarse el respeto, el cariño y el aplauso del público, el cual le entregó antorchas y gaviotas de plata y oro.

### Reencuentro temporal y nuevas diferencias
En junio de 2012, se rumoreó sobre un posible regreso de la pareja humorística en el LIV Festival Internacional de la Canción de Viña del Mar, a realizarse en febrero de 2013. No obstante, los humoristas miraron desde lejos la propuesta, sin llegar a nada concreto.
En abril de 2013, en el programa "Hazme Reír" de Chilevisión, conducido por Antonio Vodanovic, Gigi Martin y Mauricio Flores se reúnen como Melón y Melame después de 13 años.
Si bien en un principio se vislumbraba un reencuentro con un futuro exitoso, esto sólo ocurrió durante el tiempo que duró el programa, ya que tanto Flores como Martin privilegiaron sus actividades y compromisos en solitario, lo cual nuevamente agrió las relaciones personales entre ambos humoristas.

## Reconciliación y regreso

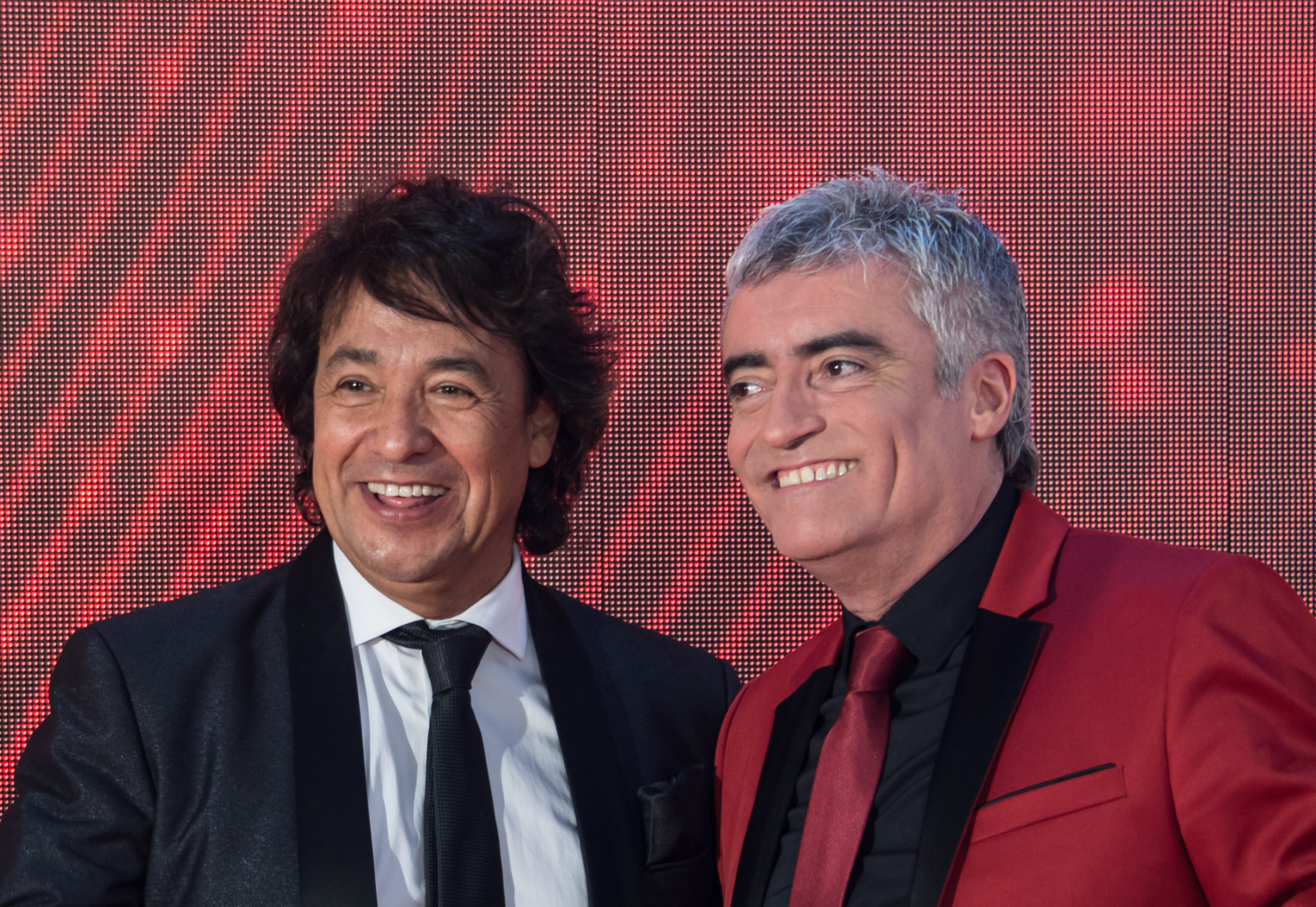
Gigi Martin (izquierda) y Mauricio Flores en los premios Copihue de Oro 2018.

A mediados de 2017, Mauricio Flores y Gigi Martin deciden dejar atrás sus diferencias personales y se reconcilian con el fin de recuperar su mutua amistad.
Flores mencionó en una entrevista que la reconciliación se originó debido a la preocupación que Gigi Martin manifestó ante un accidente automovilístico sufrido por la esposa de Flores en la Autopista del Sol meses antes. Martin, creyendo que el accidentado era Flores, lo llamó por teléfono -después de tres años sin hablarse- ofreciéndole su ayuda para lo que fuese necesario, lo cual Flores agradeció profundamente.
Flores y Martin se presentaron en diversos programas de televisión durante el segundo semestre de 2017, para hablar de su reconciliación y cómo han recuperado su amistad, aunque sin interpretar sus personajes que les dieron la fama más de dos décadas antes.
El regreso definitivo -en televisión- de Melón y Melame finalmente sucedió el martes 30 de enero de 2018 durante el programa "La Noche es Nuestra" de Chilevisión (conducido por Felipe Vidal, Jean Philippe Cretton y Pamela Díaz). La primera presentación del dúo ante un público masivo fue en el Festival de Iquique, el jueves 22 de febrero de 2018.